# Rajzóspórás gombák
A rajzóspórás gombák (Chytridiomycota) a gombák országának törzse. A. Braun írta le 1851-ben.

## Rendszertan
Viszonylag fajgazdag törzs: mintegy 500 fajt foglal magába. Egyostoros rajzóspórájú, mikroszkopikus méretű gombák. Az ostor hátsó helyzetű (opisztokont) és sima felszínű. Számos vizsgálatban egy második alapi testet is kimutattak bennük, amely egy másik ostor maradványának tekinthető. Sejtfalanyaguk kitint és glükánt tartalmaz, éppúgy, mint a valódi  gombáké (Eumycota). Jellegzetes sejttani képződményük a zoospórák és a planogaméták sejtmagja fölött kialakuló ún. magsapka, amely a riboszómák tömörülési helye.
Ritkán egysejtűek. Többségük harántsejtfal nélküli, cönocitikus mikroszkopikus telepeket képez. Ivaros szaporodásuk izo- vagy oogámia. Vízben és talajban élő parazita, illetve szaprobionta szervezetek. A legtöbbször növényi és állati maradványokon élnek vagy algák és vízi állatok sejtjein élősködnek. Egyes fajaik fejlettebb növények parazitáiként veszélyes betegségek előidézői is lehetnek. Egyetlen osztályba (Chytridiomycetes) soroljuk őket, amelyben három rendet különböztetünk meg.

### Ősi moszatgombák(Chytridiales)rend
Kisebb részük tenyészteste egyetlen haploid sejt, amely teljes egészében átalakul szaporítószervvé (holokarpikus szaporodás). Többségük - szintén haploid - tenyészteste rizoidaszerű vagy fejlettebb táplálékfelvevő micéliumrészre és szaporítószervre (zoosporangiumra vagy kitartóspórára) különül (eukarpikus szaporodás). A telep mono- vagy policentrikus lehet. Ivartalanul zoosporangiumban keletkező zoospórákkal szaporodnak, amelyekben rendszerint egy feltűnő olajcsepp látható. Rendszerezésük alapja a zoosporangiumok felnyílásának módja. Apró lyukakkal az inoperkulátus típusú, szabályosan nyíló fedéllel pedig az operkulátus típusú gombák zoosporangiumai nyílnak. Ivarosan egyostoros planogamétákkal szaporodnak. Az ivarsejtek és a mitózissal létrejövő zoospórák alakilag gyakran egyformák. A rend fajai nedves közegben élnek. Moszatokon, vízi egysejtűeken élősködnek vagy szaprotrófok, egyesek vízi vagy szárazföldi virágos növényeken (sokszor például vízbe hullott virágporszemeken is) élősködők. Ha a gazdasejt belsejében élnek, endobionták vagy endoparaziták, ha szaporítószerveik a növényen kívül fejlődnek, epibionták vagy epiparaziták.

### Talajpenészek(Blastocladiales)rend
Vízben, talajban bomló növényi és állati maradványokon élő szaprobionták vagy ritkábban vízi állatokon előforduló paraziták. Tenyésztestük csak ritkán egyszerű micélium; általában egy rögzítő rizoidára és egy törzsszerű bazális részre tagolt. Ez utóbbi ágain helyezkednek el többesével a szaporítószervek. Ivaros szaporodásuk planogaméták közreműködésével bekövetkező izo- vagy anizogámia.

### Sokmagvú vízipenészek(Monoblepharidales)rend
Kevéssé ismert csoport. Vízben és talajban élő szaprotróf gombák. Tenyésztestük mindig elágazó, fejlett micélium. Válaszfal csak a szaporítószervekben van. Az elágazások csúcsán keletkező hosszúkás zoosporangiumokban egyostoros rajzóspórák fejlődnek. Ivarosan a homotallikus telep ivarszerveiben létrejött egyostoros anterozoidok, valamint mozdulatlan petesejtek közötti oogámiával szaporodnak. Megtermékenyítés után a zigóta vastag fallal veszi körül magát és oospórává (valójában kitartó zigótává) válik, amelyben lezajlik a meiózis. A meiospórából már haploid micélium hajt ki, amely újra sporangiumokat fejleszt.

## Rajzóspórás gombák által okozott betegségek
A káposzta tőfekélyének okozója az Olpidium brassicae. A burgonyarák (Synchytrium endobioticum) a burgonya gumójának daganatos torzulását idézi elő.